# Sânmărtin, Cluj
Sânmărtin este satul de reședință al comunei cu același nume din județul Cluj, Transilvania, România.

## Personalități
- Emil Riti (1926-2006), episcop greco-catolic în clandestinitate
- Augustin Zegrean (n. 1954), senator, deputat, judecător la Curtea Constituțională a  României

## Imagini

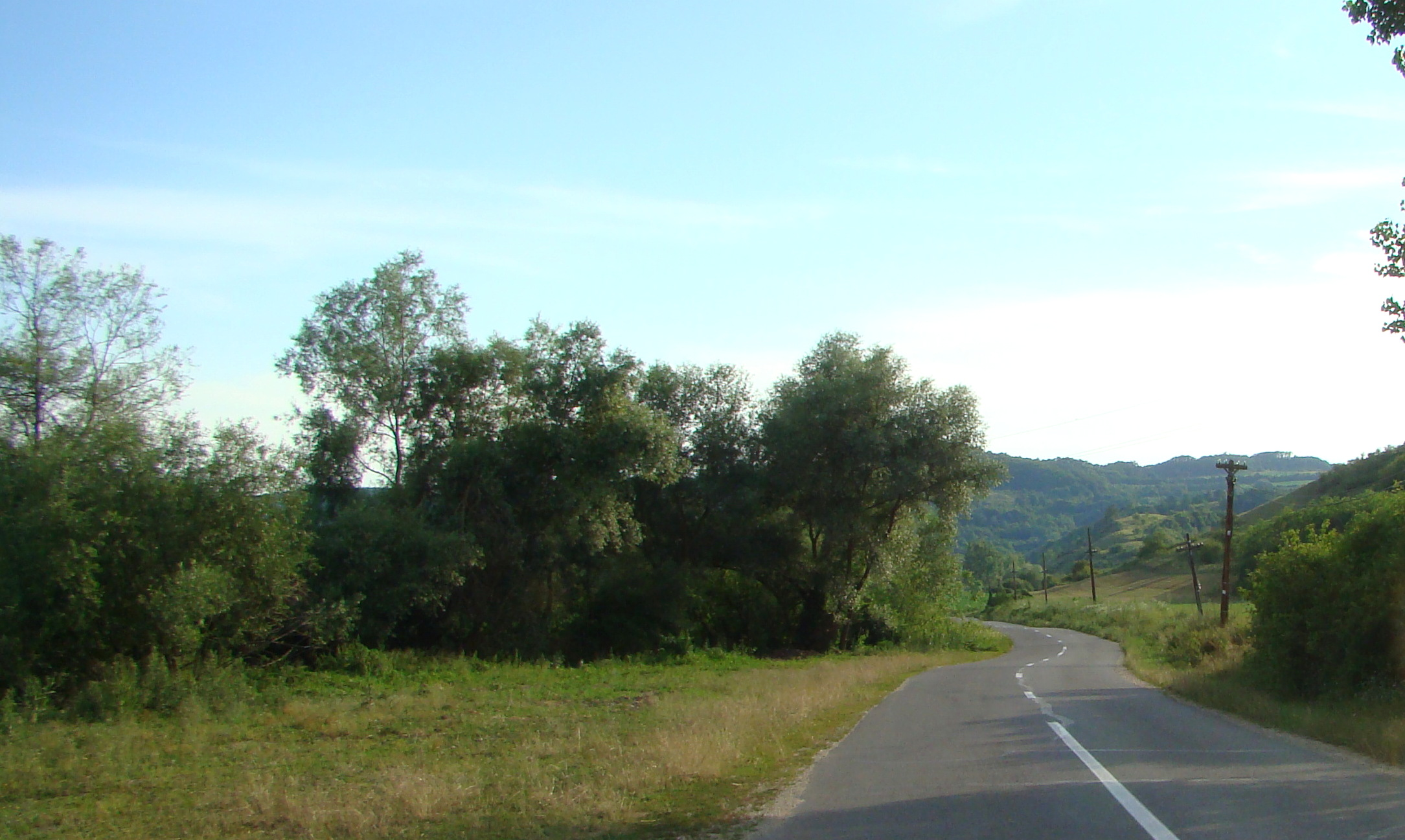
Drumul spre satul Sânmărtin
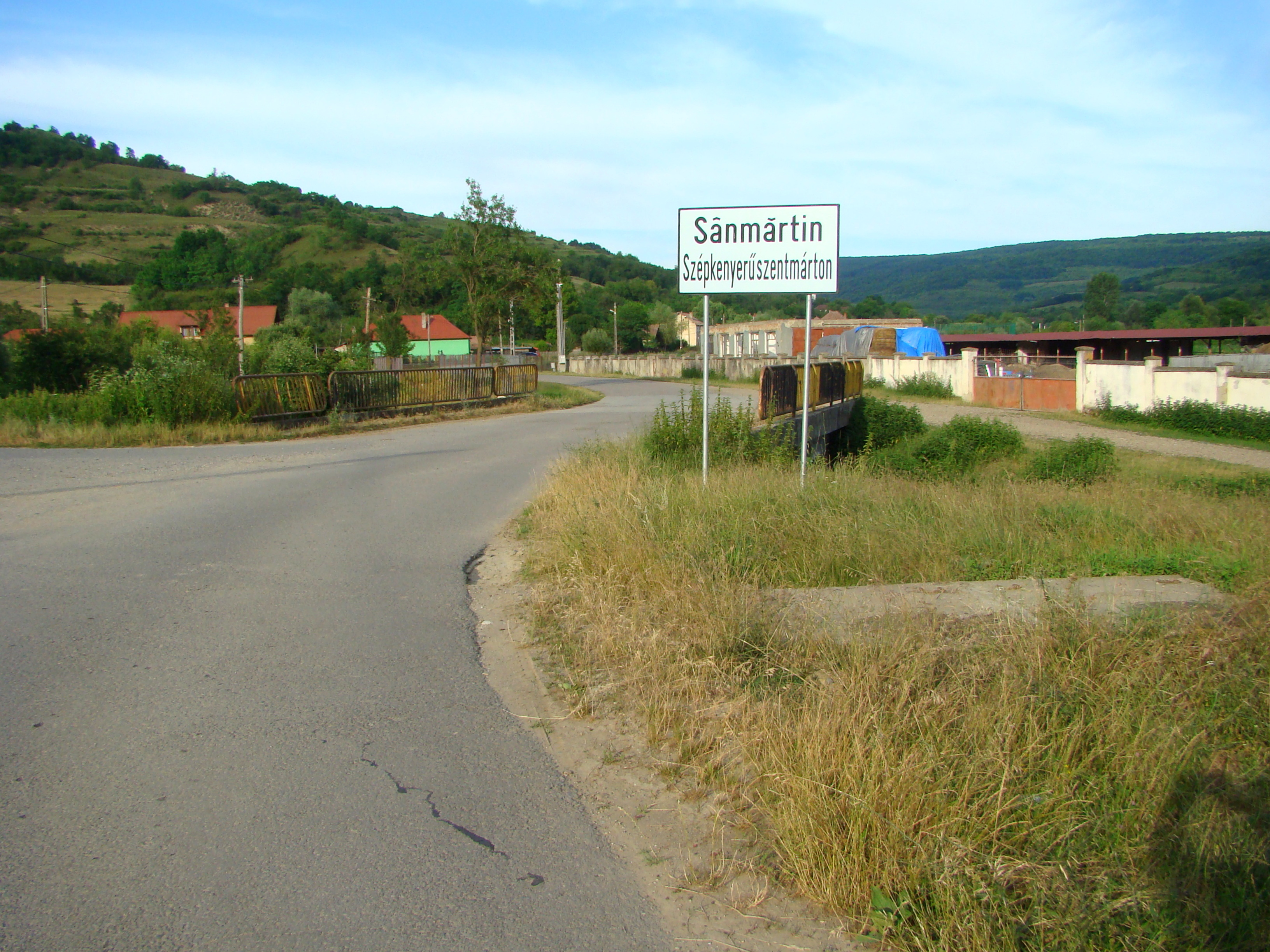
Intrarea în localitate
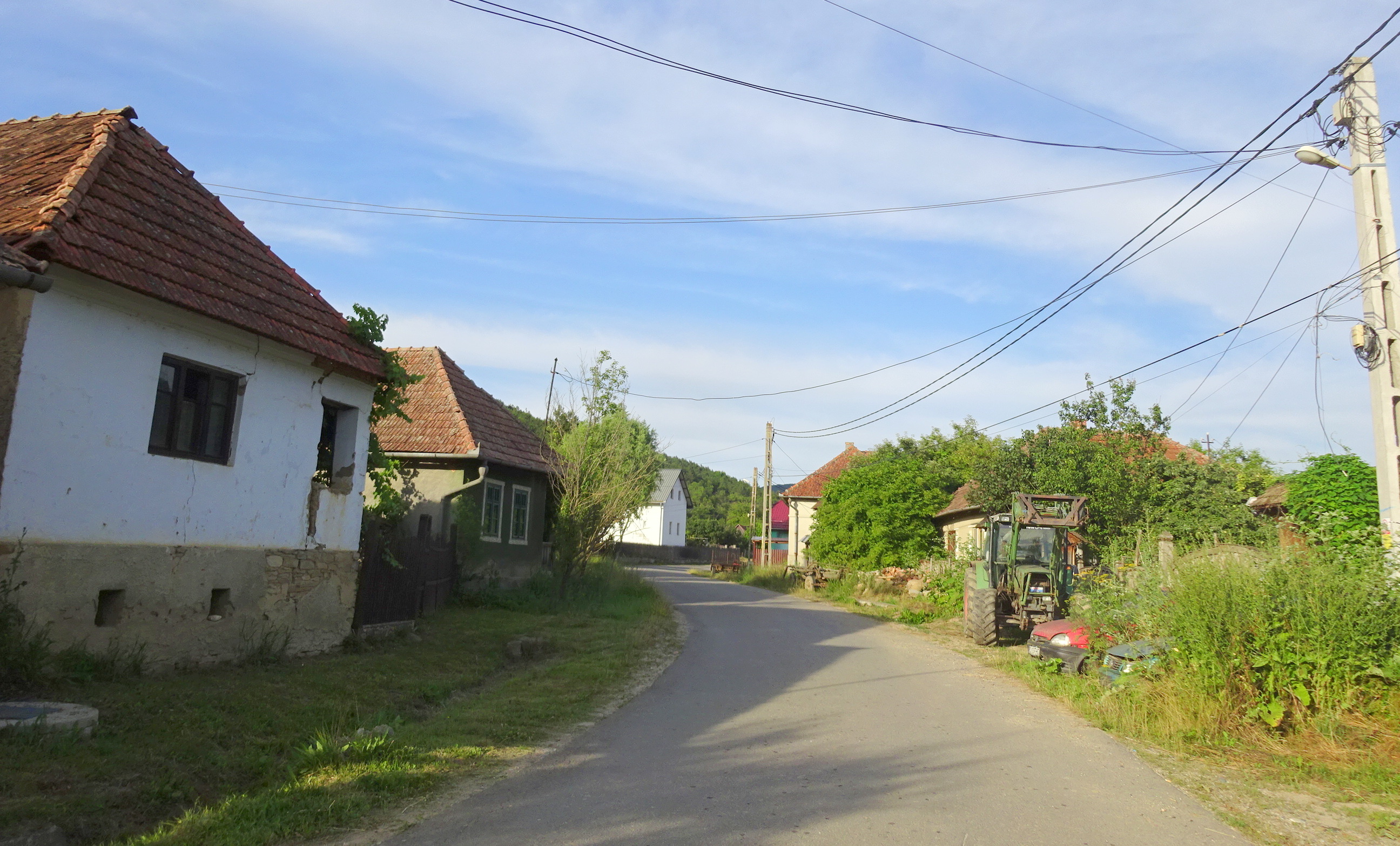
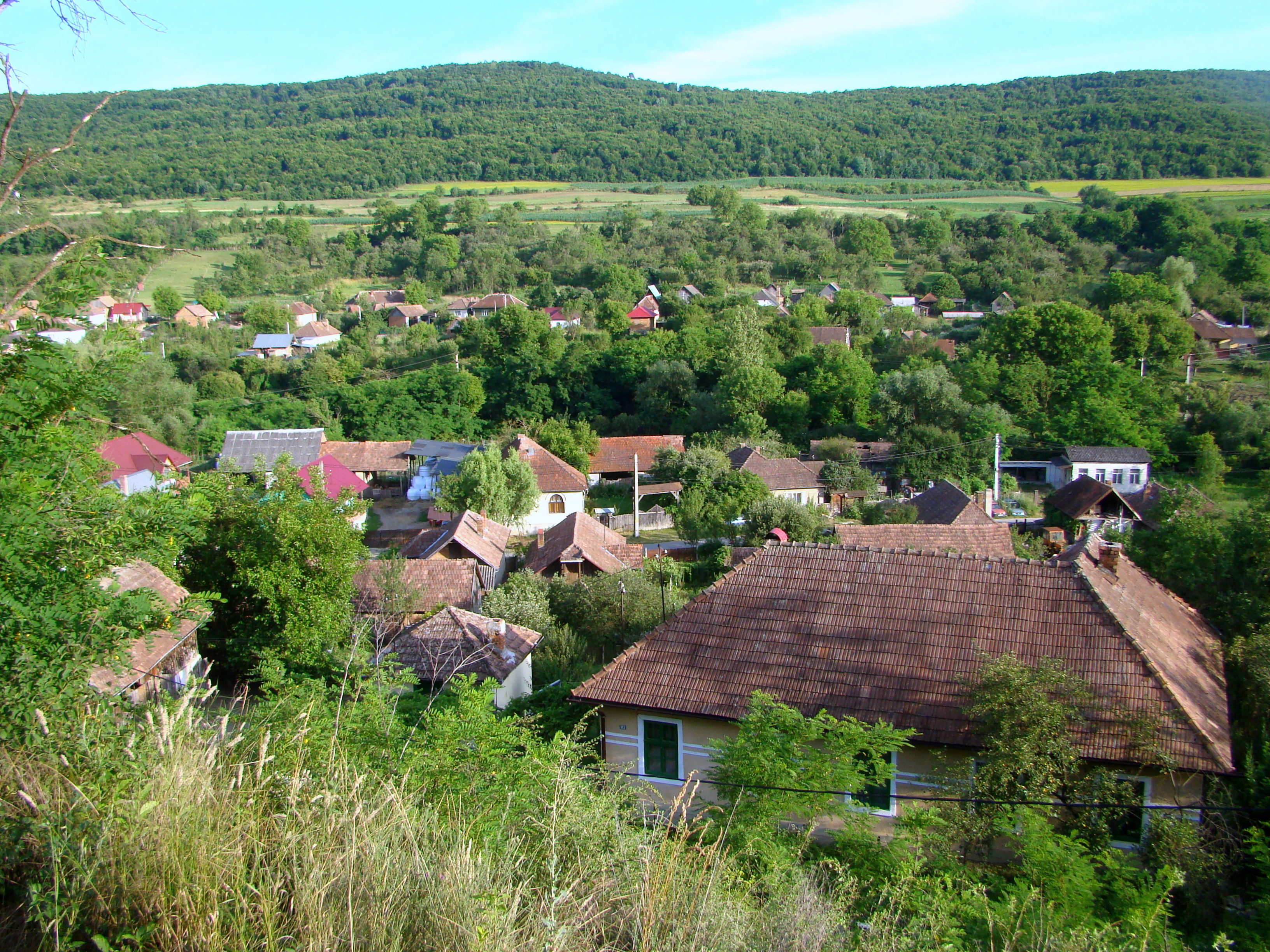
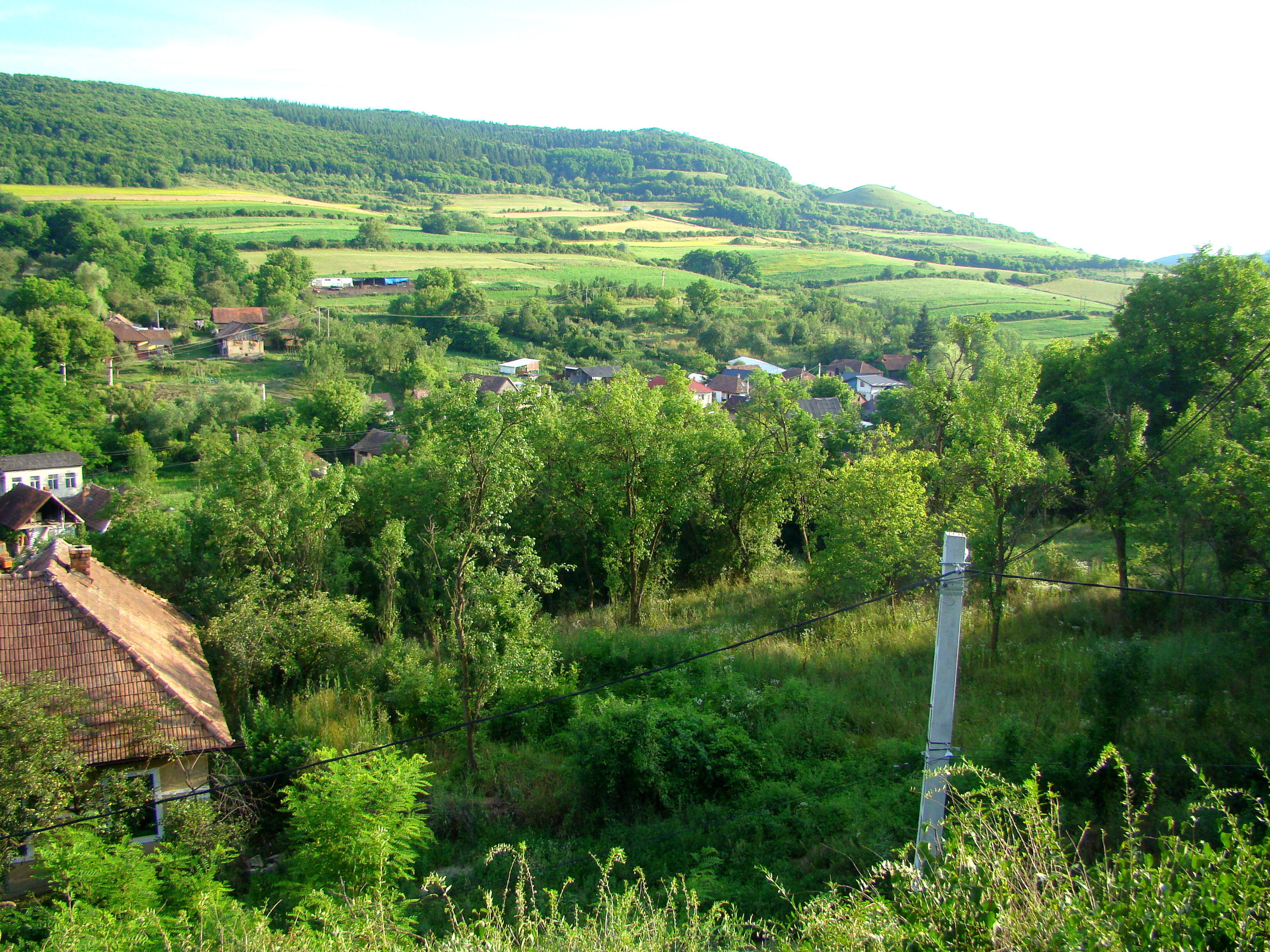
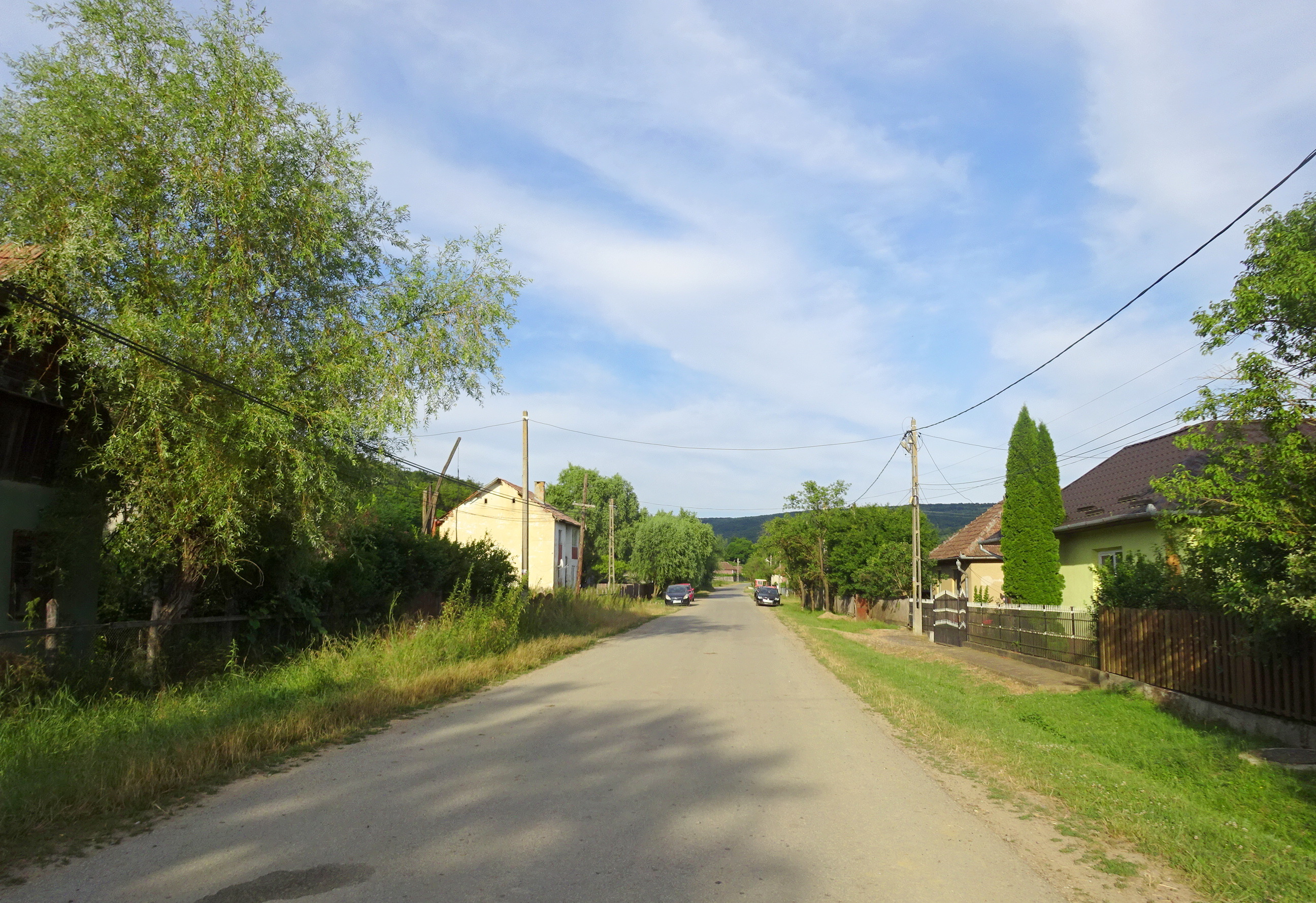
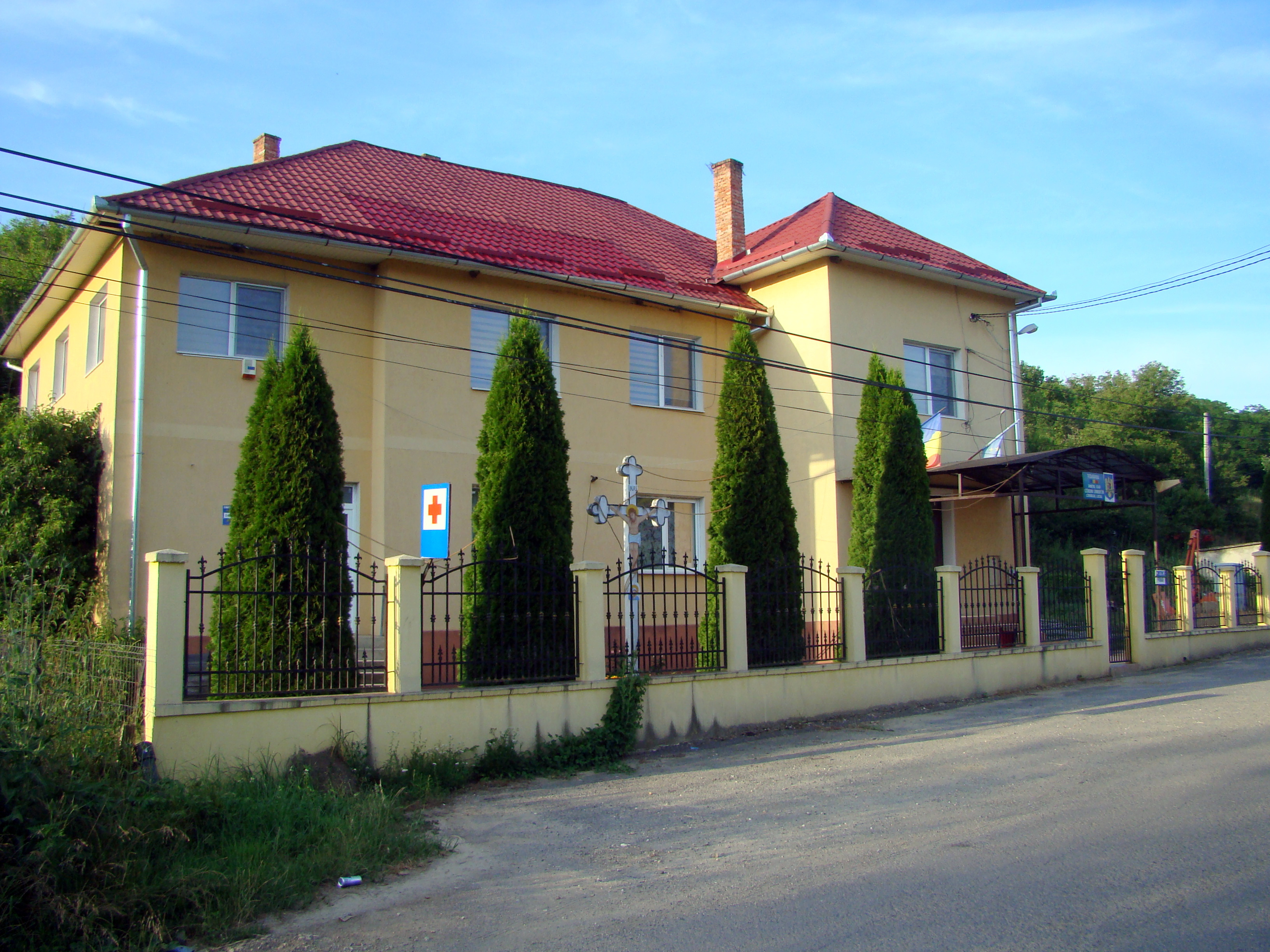
Primăria comunei
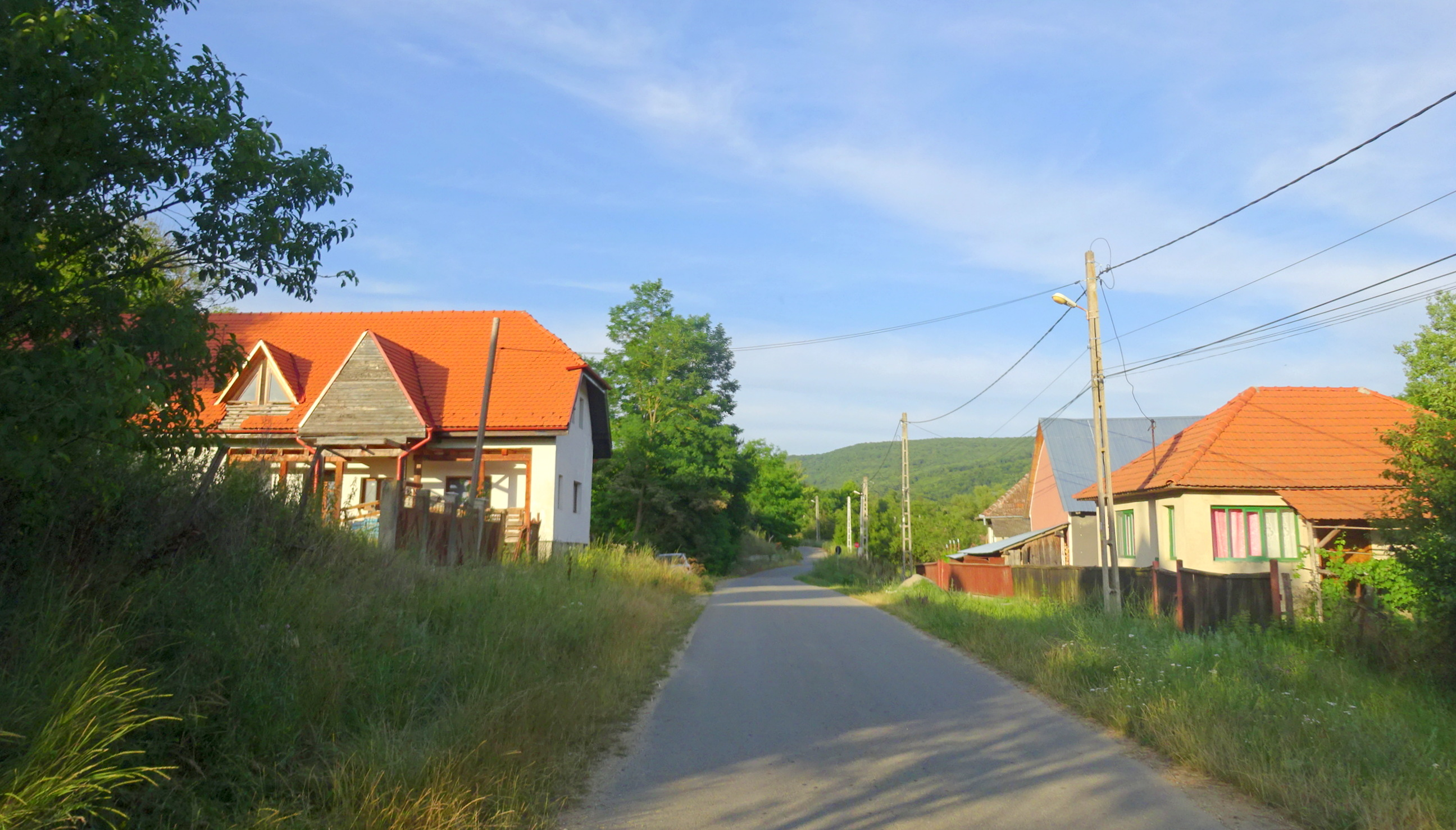
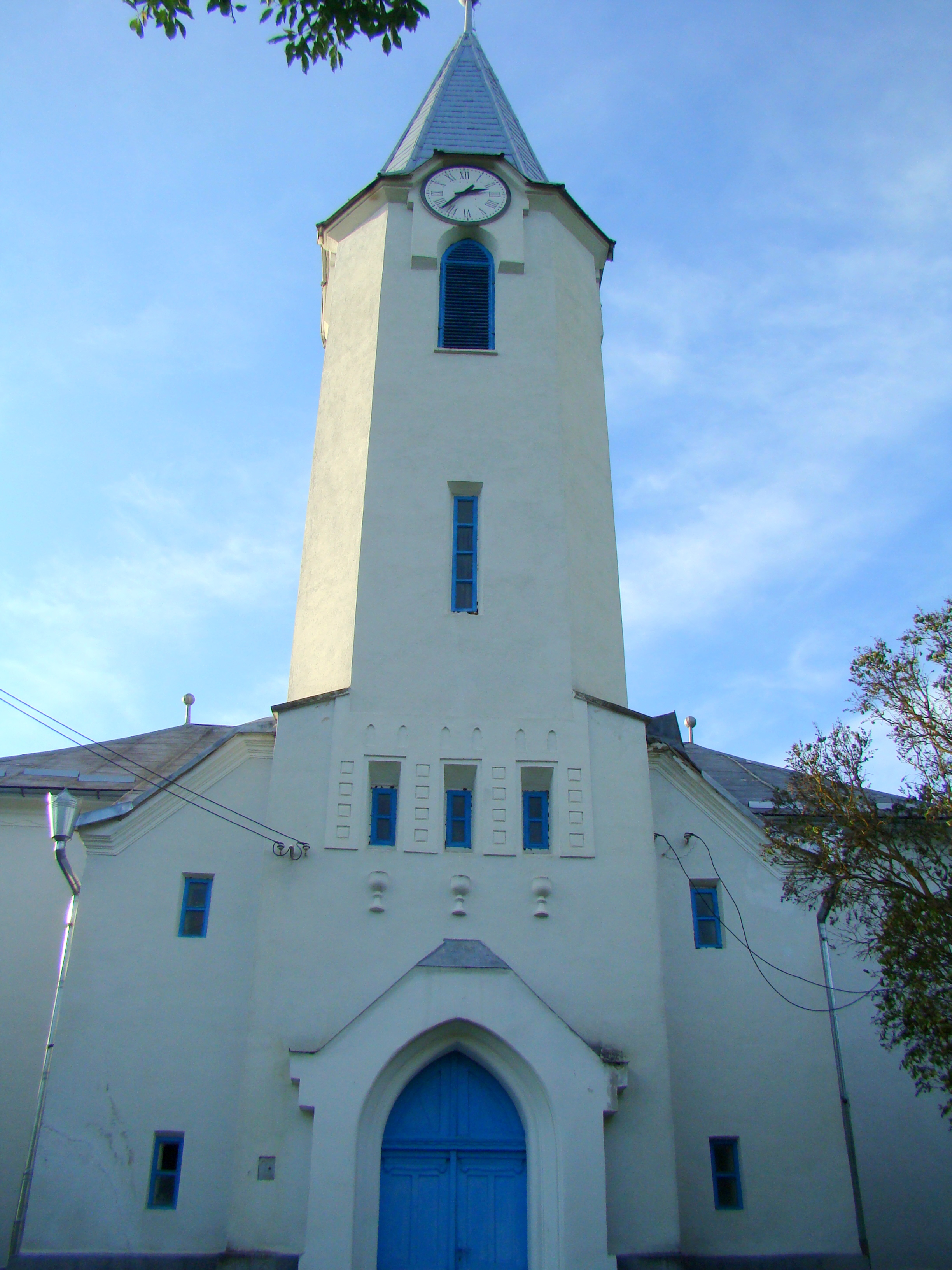
Biserica reformată a înlocuit biserica medievală demolată în 1920
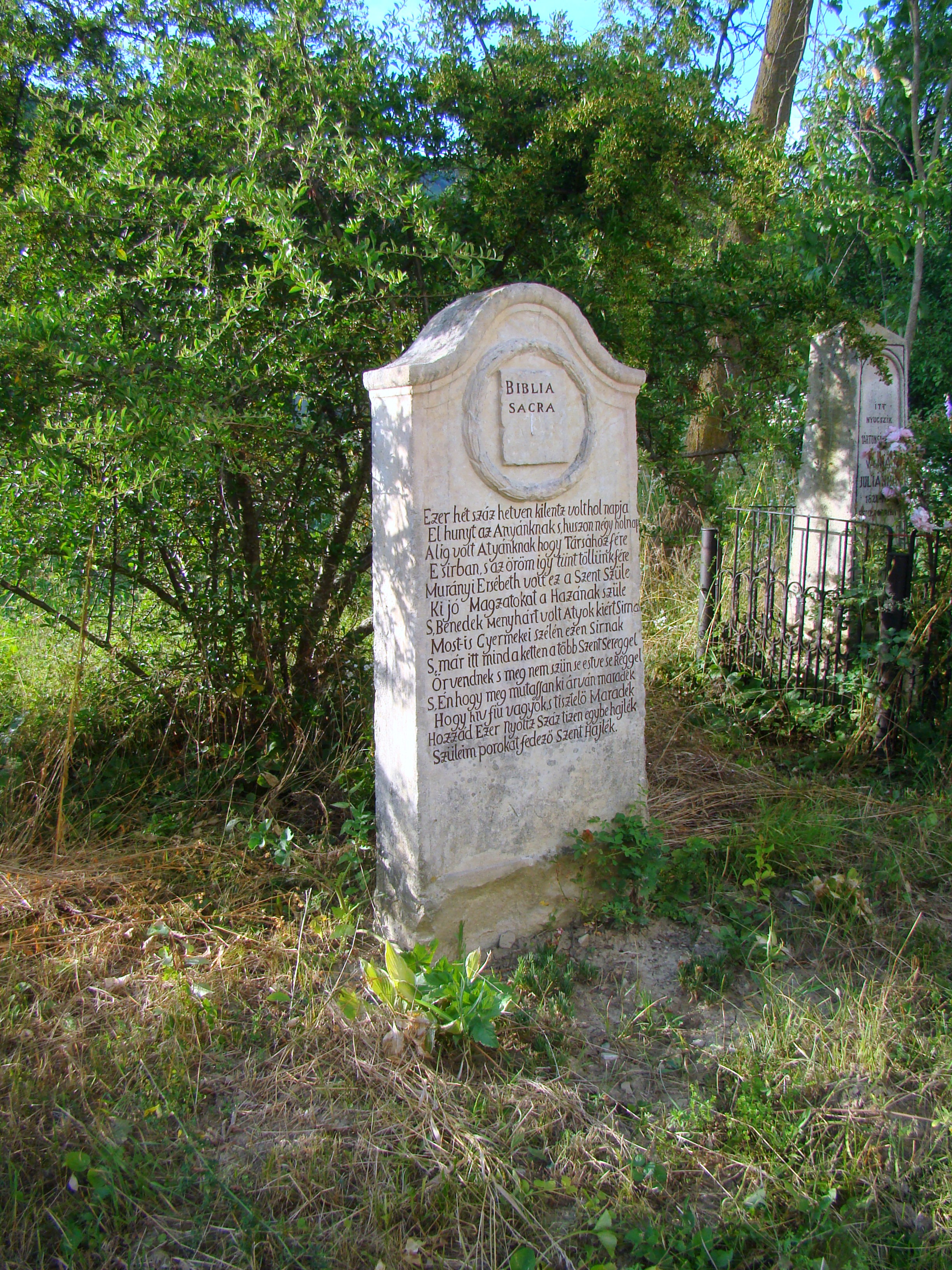
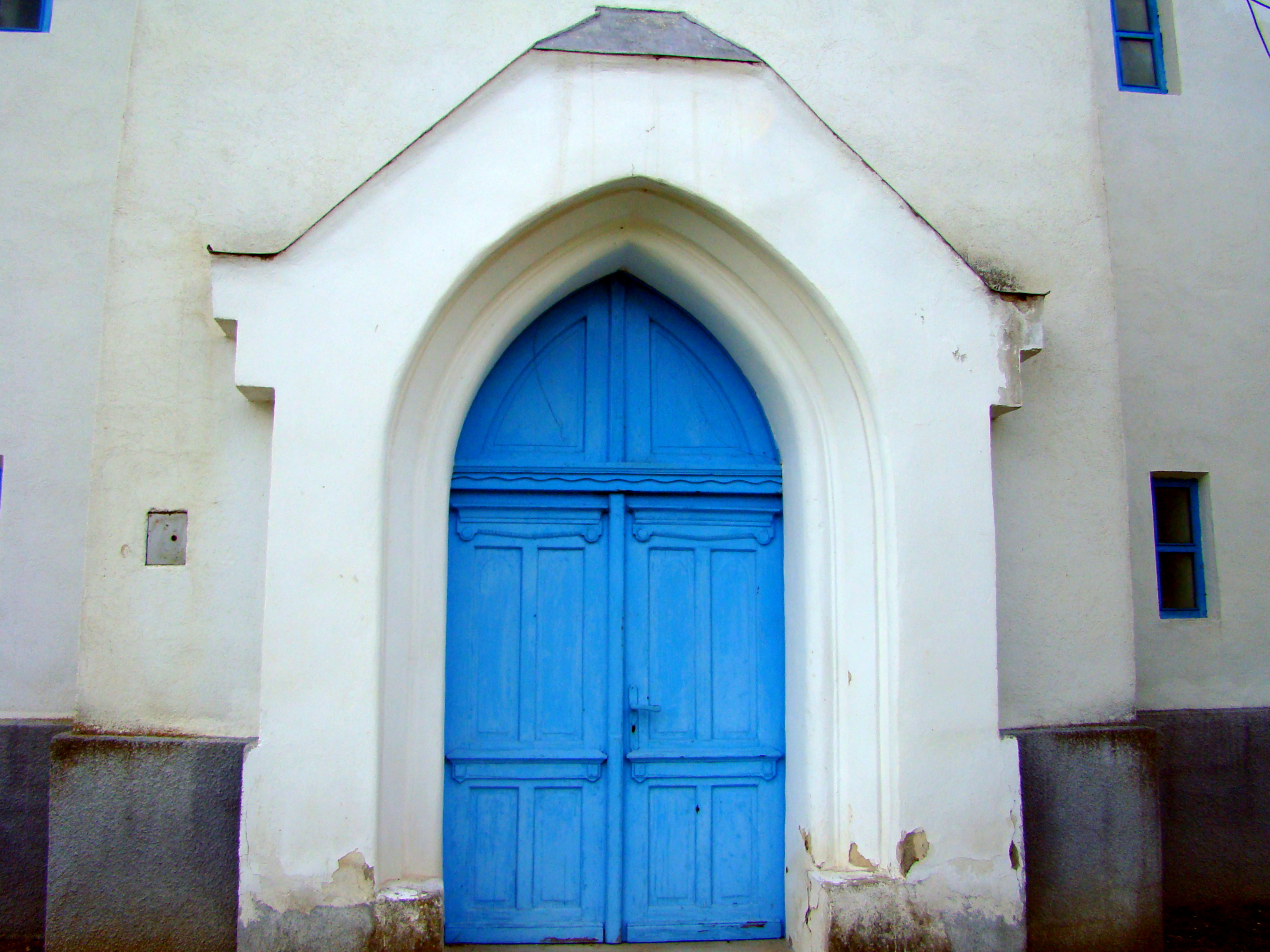
Portalul gotic în arc frânt
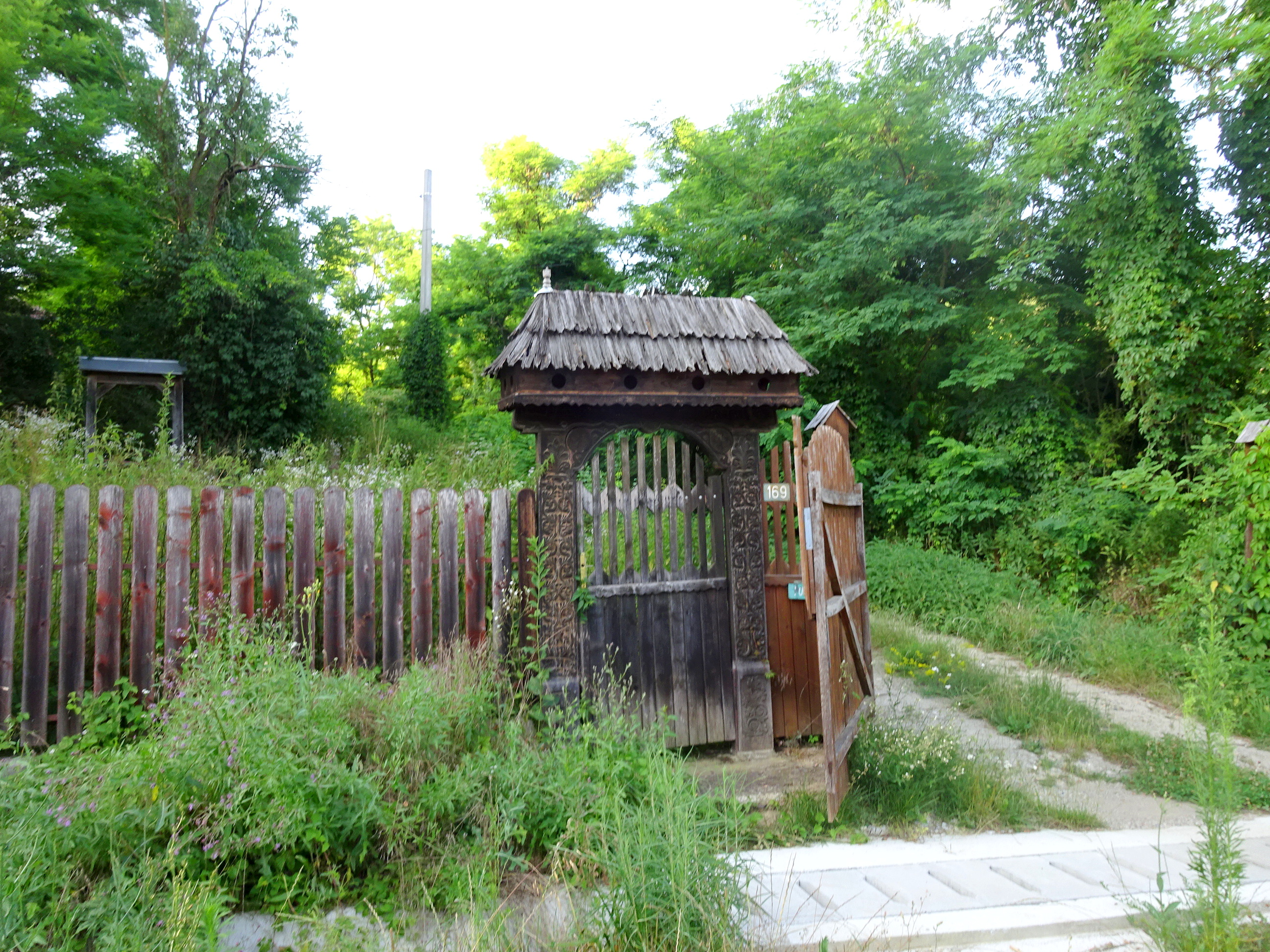
Poarta de lemn a bisericii reformate
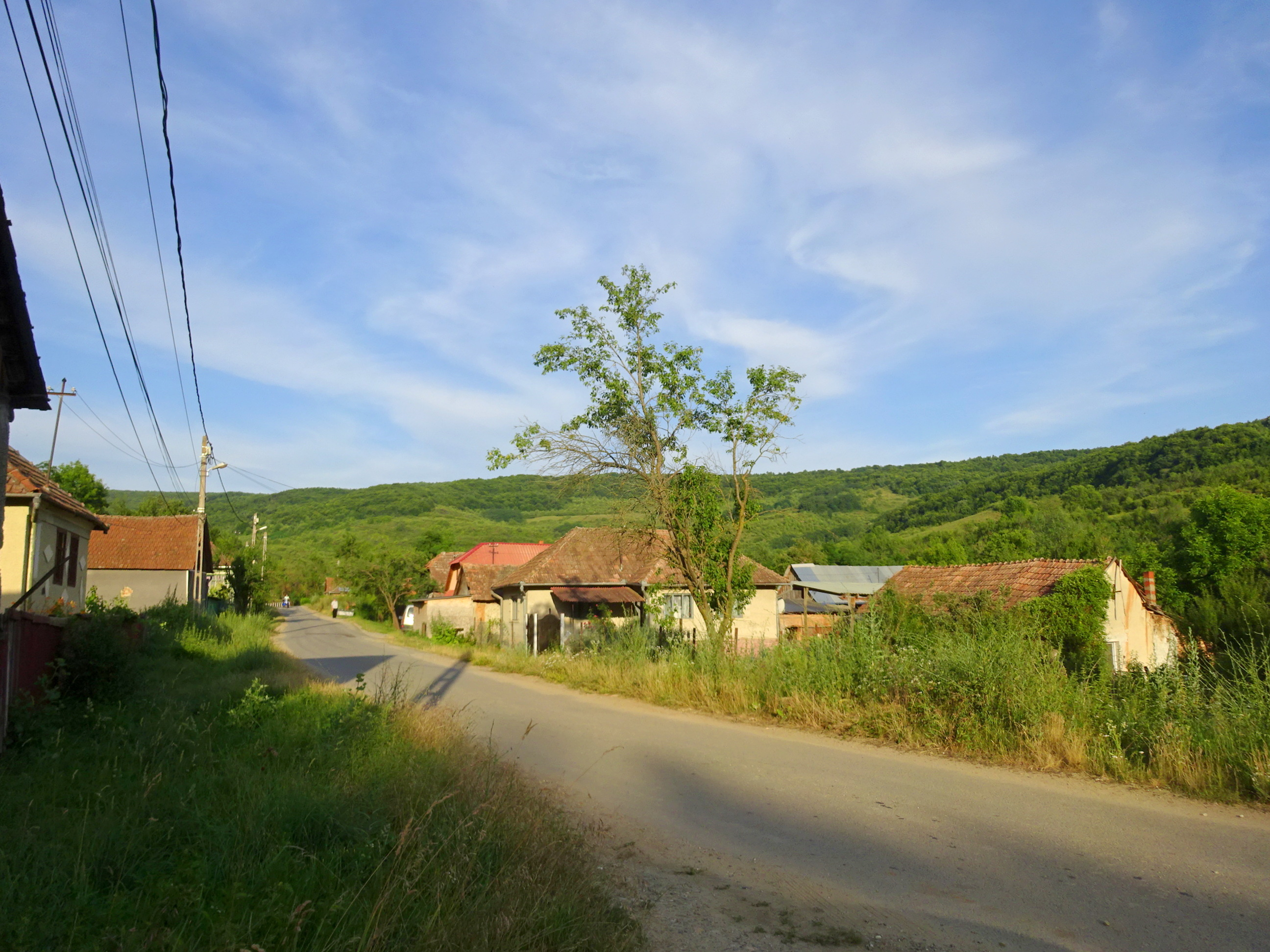
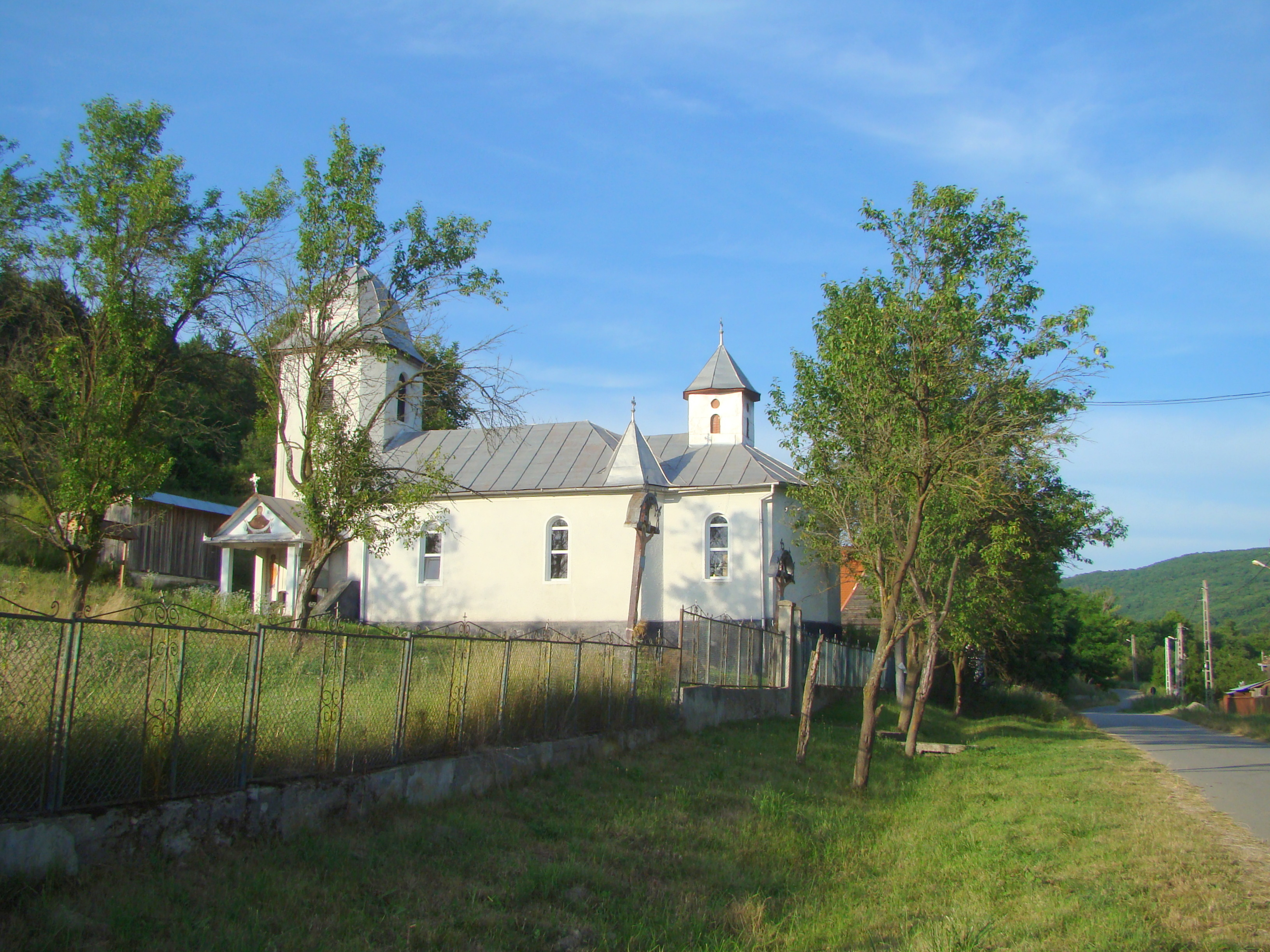
Biserica Sfinții Arhangheli Mihail și Gavriil din Sânmărtin (1977)
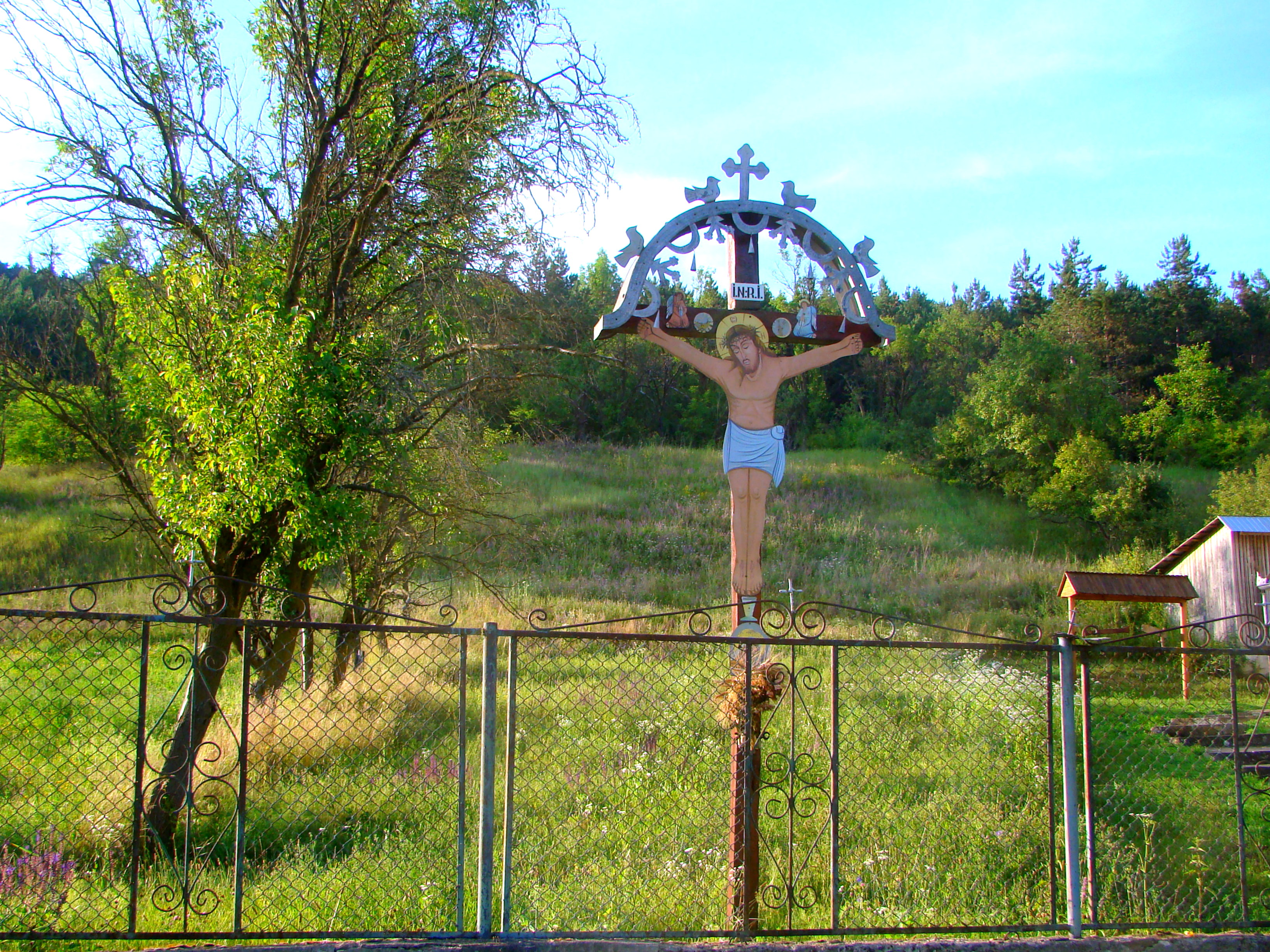
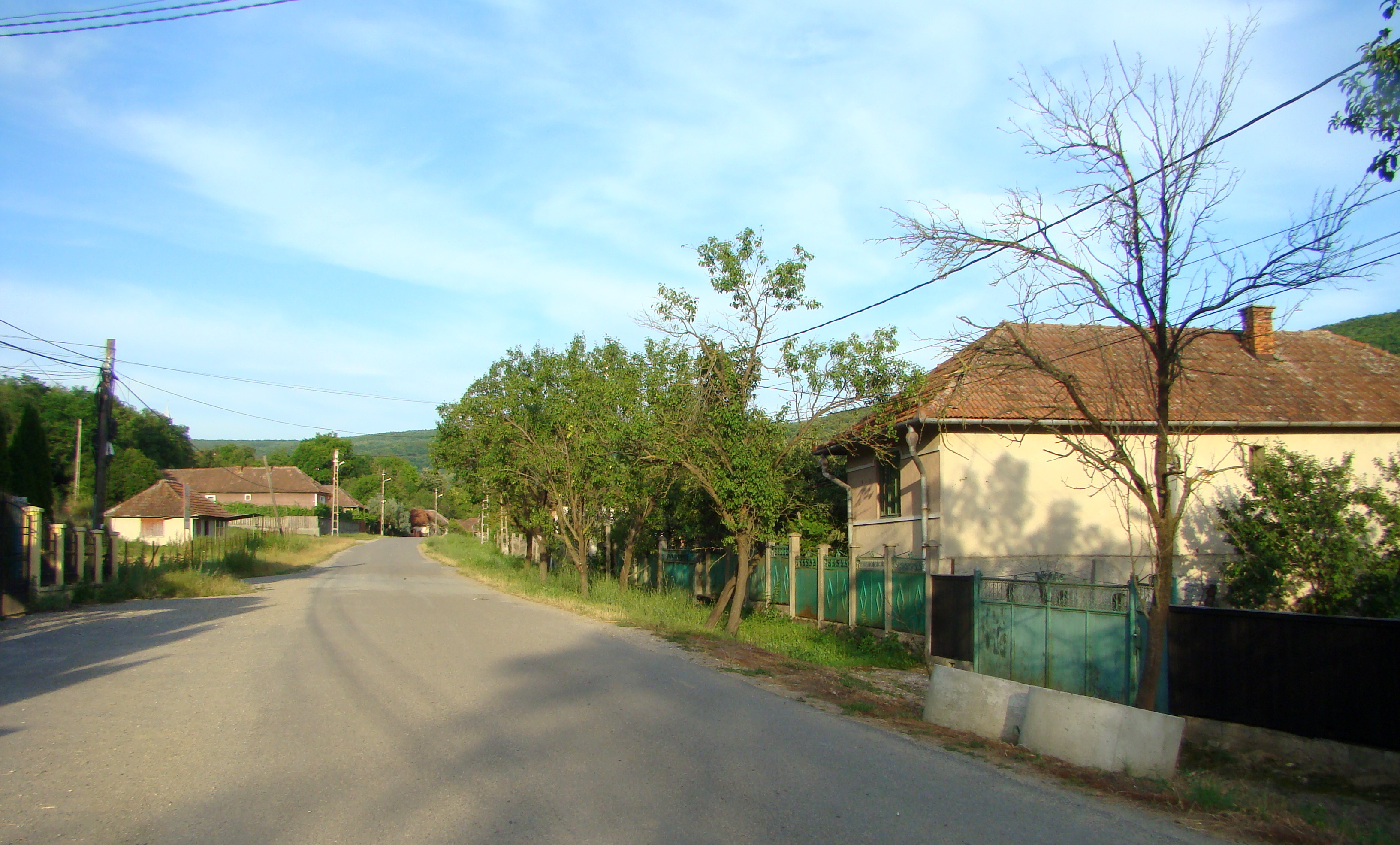
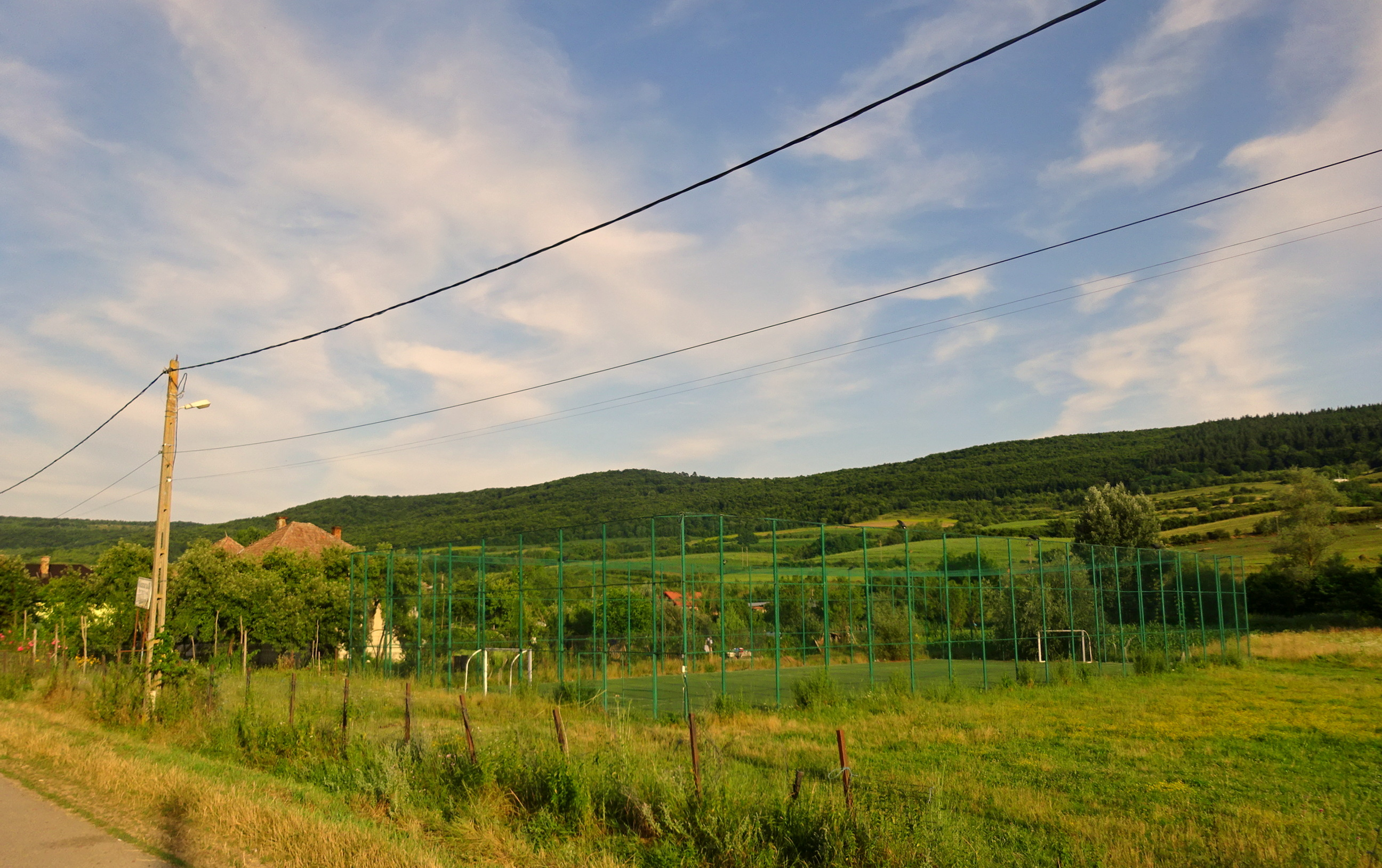
Baza sportivă
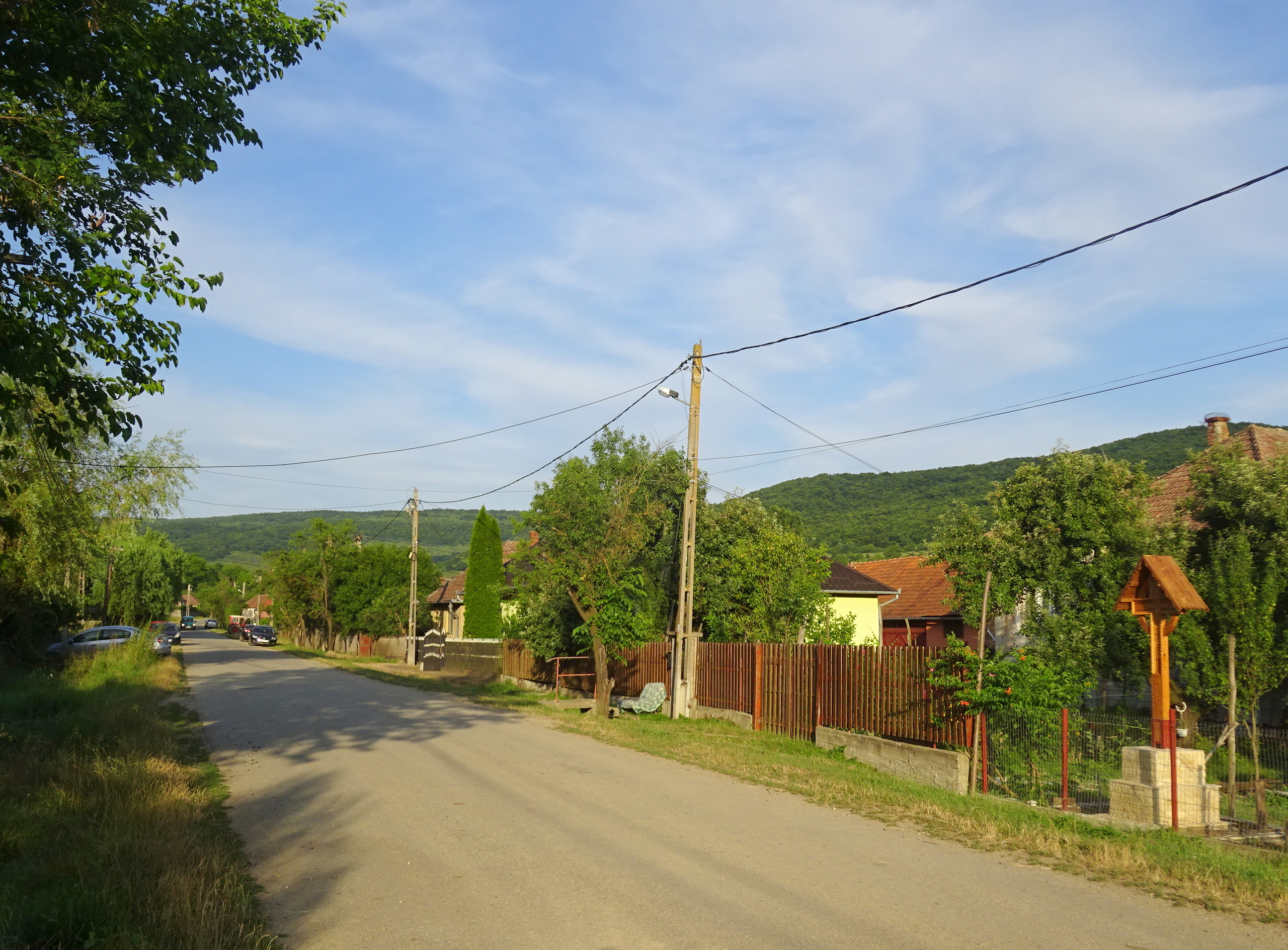